# Zoo Dresden
Zoo Dresden is de dierentuin van Dresden.
Zoo Dresden is opgericht in 1861 en is de op drie na oudste dierentuin van Duitsland. Het was een pionier in de dierentuinwereld. Na de bombardementen aan het einde van de Tweede Wereldoorlog in 1945 werd de dierentuin weer geopend in 1946. In 1993 werd toestemming gegeven voor het uitbreiden van de dierentuin. In 1997 werd als eerste het nieuwe Afrikahuis geopend.

## Onderdelen
Afrikahuis
In het entreegebouw is een restaurant en een tropische hal. Voor men de hal binnenkomt ziet men een verblijf voor naakte molratten. In de hal is er aan de ene zijde het verblijf voor de mandrils en aan de andere zijde dat voor de Afrikaanse olifanten. In 2010 was er een kudde van drie koeien en een halfvolwassen bul, het eerste olifantskalf in de dierentuin dat is verwekt met behulp van kunstmatige inseminatie.
Rots
Leeuwen, caracals en zebramangoesten verblijven om en in een grote kunstmatige rotsformatie. In de rots zijn de binnenverblijven en een doolhof gebouwd.
Eiland
Het eiland waar de ringstaartmaki's verblijven is toegankelijk voor het publiek.
Terrarium/aquarium
Hier vindt men verschillende reptielen en amfibieën uit Zuidoost-Azië en verschillende zoutwatervissen. Ook leefde hier tot 2010 de zoutwaterkrokodil.
Giraffe- en zebraverblijf
Dit werd in de zomer van 2008 geopend. De laatste giraffe stierf van de dierentuin in 1984 aan hartfalen. Na 24 jaar begon men met een nieuwe groep die uit enkel mannetjes bestaat. Er zijn drie mannelijke giraffen, die alle drie van een speciale ondersoort zijn: Abidemi, Ulembo en Diko zijn de enige kordofangiraffen in Duitsland. Ze delen hun verblijf met een kudde chapmanzebra's.
Sumatraanse orang-oetan
De grote groep orang-oetans is gesplitst in twee kleinere groepen.
Professor Brandeshuis
Deze grote overdekte hal biedt plaats aan vele apen, luiaards, eekhoorns, vogels en verschillende insecten.
Vele apen zijn uit het verouderde apenhuis overgeplaatst.
Colobusapen, het logo van de dierentuin.
Wolapen, moormaki, witkopsaki's, baardapen, keizertamarin, roodbuiktamarin, listaapjes.
Andere soorten zijn: tweetenige luiaard, neushoornvogels en tropische eekhoorns.
Dierentuin onder de grond
Zoo Dresden heeft ondergronds gedeelte voor kleinere dieren die onder de grond leven.
Onder andere leven daar: ratten, rode mieren, grotkrekels, blinde holenzalmen, Turkse stekelmuizen en dwerghamsters.
Hoefdierverblijven
Pater-Davidshert, goral, mishmi takin, watusirund, dwergezel, laaglandnyala, nijlgau, vicuña, rode bosbuffel, tahr, kameroenschaap, steenbok en zwijnsherten.
Buideldieren
Parmawallaby, koala en rode reuzenkangoeroe.
Roofdieren
Bonte marter, cheeta, neusbeer, poolvos, poema, rode panda, rode hond, sneeuwpanter en kleinklauwotter.

## Fokprogramma's
Het park neemt deel aan meerdere internationale fokprogramma's en coördineert en beheert het EEP-stamboek voor de kafferbuffel en het ESB-stamboek voor de zadelbekooievaar.